# Александровка (Кіровський район)
Алекса́ндровка (рос. Александровка) — село в Кіровському районі Ленінградської області, Росія.